# Rio Branco do Ivaí
Rio Branco do Ivaí – miasto i gmina w Brazylii, w stanie Parana. Znajduje się w mezoregionie Norte Central Paranaense i mikroregionie Ivaiporã.